# El noticiero del 9
El noticiero del nueve fue el noticiero de ATV cuando se llamaba Canal 9, se emitió desde 1984 hasta 1992, y fue reemplazado por ATV noticias.

## Historia
El primer servicio informativo de ATV fue el noticiero Perú al día, bajo la dirección del periodista Carlos Guillén Bringas.
En 1984, con la contratación de Julio Higashi López como director de informaciones, se decide hacer cambios y se lanza El noticiero del nueve en el horario de las 22:00. Como respuesta a El especial de 90 segundos de Frecuencia 2 (hoy Latina), el cual también venía haciendo su aparición. Sus primeros presentadores fueron los actores Orlando Sacha y Elvira de la Puente.
En 1986, ganó relevancia cuando se realizó la caravana de 50 omnibuses para ver el cometa Halley desde la Panamericana.
Debido al cambio de imagen corporativa de Andina de Televisión, El noticiero del nueve pasó a llamarse ATV noticias. Saliendo por primera vez al aire el martes, 14 de enero de 1992 a las 22:00.

## Presentadores
- Orlando Sacha (1984)
- Elvira de la Puente (1984)
- Aldo Morzán Ortiz (1984-1992)
- Lizbeth Delgado (1984-1989)
- María Teresa Braschi Glave (1984)
- Gonzalo Iwasaki Cauti (1985-1990)
- Suzie Sato Uesu (1985-1988; 1989-1992)
- María Claudia Zavalaga Muñoz-Najar (1986-1992)
- Johanna San Miguel Dammert (1990-1992)
- Mónica Canepa (1990-1992)
- Arturo Pomar Gutiérrez (1990-1992)

## Directores
Julio Higashi López (1984-1992)

## Cortina musical
Tuesday #16 de Tuesday Productions.